# Alan Bergman
Alan Bergman (New York, 11 settembre 1925 – Los Angeles, 17 luglio 2025) è stato un paroliere statunitense.
Lavorò sempre in coppia con la moglie Marilyn, sposata nel 1958 e deceduta nel 2022 a 92 anni.

## Premi e riconoscimenti
- Premio Oscar
  - 1969 - Miglior canzone originale per The Windmills of Your Mind (Il caso Thomas Crown)
  - 1970 - Candidatura come miglior canzone originale per What Are You Doing the Rest of Your Life? (Lieto fine)
  - 1971 - Candidatura come miglior canzone originale per Pieces of Dreams (Noi due)
  - 1972 - Candidatura come miglior canzone originale per All His Children (Sfida senza paura)
  - 1973 - Candidatura come miglior canzone originale per Marmalade, Molasses & Honey (L'uomo dai sette capestri)
  - 1974 - Miglior canzone originale per The Way We Were (Come eravamo)
  - 1979 - Candidatura come miglior canzone originale per The Last Time I Felt Like This (Lo stesso giorno, il prossimo anno)
  - 1980 - Candidatura come miglior canzone originale per I'll Never Say Goodbye (The Promise)
  - 1983 - Candidatura come miglior canzone originale per How Do You Keep the Music Playing? (Amici come prima)
  - 1983 - Candidatura come miglior canzone originale per If We Were in Love (Yes, Giorgio)
  - 1983 - Candidatura come miglior canzone originale per It Might Be You (Tootsie)
  - 1984 - Miglior colonna sonora originale per Yentl
  - 1984 - Candidatura come miglior canzone originale per Papa, Can You Hear Me? - Yentl
  - 1984 - Candidatura come miglior canzone originale per The Way He Makes Me Feel - Yentl
  - 1990 - Candidatura come miglior canzone originale per The Girl Who Used to Be Me (Shirley Valentine - la mia seconda vita)
  - 1996 - Candidatura come miglior canzone originale per Moonlight (Sabrina)